# Synallaxis stictothorax
El pijuí collarejo (Synallaxis stictothorax), también denominado colaespina collareja (en Ecuador), cola-espina acollarado (en Perú) o pijuí de cuello lazado, es una especie de ave paseriforme de la familia Furnariidae perteneciente al numeroso género Synallaxis. Es nativa del noroeste de América del Sur.

## Distribución y hábitat
Se distribuye por las tierras bajas del Pacífico del suroeste de Ecuador y noroeste de Perú.
Esta especie es considerada bastante común en su hábitat natural: los matorrales secos y los bordes de bosques caducifolios, por debajo de los 300 m de altitud en las tierras del Pacífico y hasta los 700 m en el valle del Marañón.

## Descripción
Mide entre 11 y 13 cm de longitud y pesa entre 10 y 14 g. Presenta corona y nuca color pardo grisáceo; frente con pintas blancas y negras y superciliar blanco delgado y largo; dorso marrón; grupa color rufo canela; alas color castaño rojizo rufo con rémiges externas negruzcas; cola color rufo con rectrices internas centrales negruzcas; garganta blanca; pecho blancuzco con múltiples rayas delgadas y flancos color ante.

## Sistemática

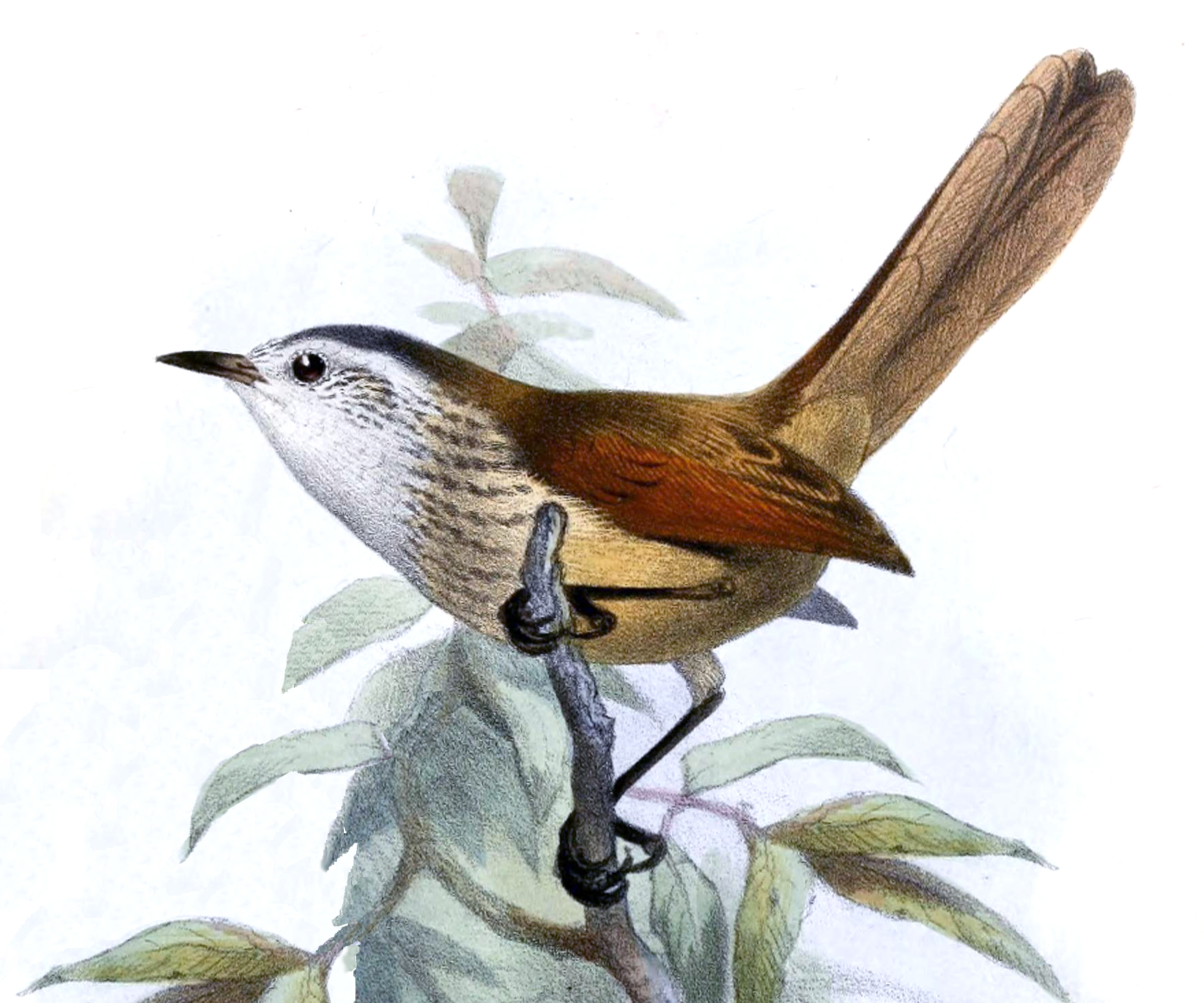
Synallaxis stictothorax, ilustración de Smit, en Proceedings of the Zoological Society of London, 1874.

### Descripción original
La especie S. stictothorax fue descrita por primera vez por el zoólogo británico Philip Lutley Sclater en 1859 bajo el mismo nombre científico; su localidad tipo es: «Guayaquil, Ecuador».

### Etimología
El nombre genérico femenino «Synallaxis» puede derivar del griego «συναλλαξις sunallaxis, συναλλαξεως sunallaxeōs»: intercambio; tal vez porque el creador del género, Vieillot, pensó que dos ejemplares de características semejantes del género podrían ser macho y hembra de la misma especie, o entonces, en alusión a las características diferentes que garantizan la separación genérica; una acepción diferente sería que deriva del nombre griego «Synalasis», una de las ninfas griegas Ionides. El nombre de la especie «stictothorax», se componde de las palabras del griego «στικτος stiktos»: moteado, y «θωραξ thōrax, θωρακος thōrakos»: pectoral, armadura del pecho; significando «de pecho moteado».

### Taxonomía
En el pasado se pensó que estaba más próxima al género Cranioleuca y se la llegó a colocar en un género propio; sin embargo, los datos genético-moleculares indican que esta especie es hermana de Synallaxis zimmeri y que el par formado por ambas es hermano de Synallaxis hypochondriaca.
Algunos autores como Ridgely & Greenfield (2001) y Ridgely & Tudor (2009), y las clasificaciones Aves del Mundo (HBW) y Birdlife International (BLI), ya consideraban a la subespecie S. s. chinchipensis como especie separada: el pijuí del Chinchipe (Synallaxis chinchipensis), con base en diferencias morfológicas, de plumaje y de vocalización. Sin embargo, la Propuesta N° 37 al Comité de Clasificación de Sudamérica (SACC) que propuso la elevación al rango de especie, fue rechazada por insuficiencia de datos publicados. Finalmente nuevos datos filogénicos confirmaron que nos son especies hermanas y la separación fue aprobada en la Propuesta N° 882 al SACC.

### Subespecies
Según la clasificación del Congreso Ornitológico Internacional (IOC) se reconocen dos subespecies, con su correspondiente distribución geográfica:
- Synallaxis stictothorax stictothorax P.L. Sclater, 1859 – suroeste de Ecuador (desde el centro de Manabí al sur hasta el oeste de Guayas y la Isla Puná).
- Synallaxis stictothorax maculata Lawrence, 1872 – extremo suroese de Ecuador (sur de Loja) y noroeste de Perú (Tumbes, Piura, Lambayeque, La Libertad).